# 格林双盖蕨
格林双盖蕨（学名：Diplazium glingense）也称格林短肠蕨，为蹄盖蕨科双盖蕨属下的一个植物种。属林下植物，分布地区包括中国西藏东南部等地。叶片呈卵状三角形。